# マクダックス・デパートメントストア
- ディズニーパーク > 東京ディズニーリゾート > 東京ディズニーシー
  - アメリカンウォーターフロント > マクダックス・デパートメントストア
  - 東京ディズニーシーのショップの一覧 > マクダックス・デパートメントストア

マクダックス・デパートメントストア（McDuck's Department Store）は東京ディズニーシーのアメリカンウォーターフロントにあるショップ。

## 概要
| マクダックス・デパートメントストア | マクダックス・デパートメントストア                |
| ---------------------------------- | ------------------------------------------------- |
| オープン日                         | 2001年9月4日 (東京ディズニーシーと同時にオープン) |
| 商品ジャンル                       | 東京ディズニーシーの商品全般                      |

マクダックス・デパートメントストアは、ダッフィーやシェリーメイ、玩具類を取り扱っているショップ。
TDS開業当初は、アメリカンウォーターフロントにちなんだ商品（自由の女神を模したデイジーのぬいぐるみなど）を取り扱っていた。ダッフィーがディズニーベアの名称だったときのグッズを最初に販売したのは、マクダックス・デパートメントストアである。
百貨店部分と質屋部分、玩具類を販売している問屋の3つの部屋に分けられる。部屋といっても扉などで区切られているわけではなく、自由に行き来できる。それぞれの部屋にレジがあるが、どのレジでも購入できる。
現在では、ダッフィーやシェリーメイのぬいぐるみなどを主に販売しているが、開園当初は店主であるスクルージのグッズを沢山置いていた。

## バックグラウンドストーリー
スコットランドに産まれたスクルージ・マクダックは、1897年のゴールドラッシュで財産を築き、ニューヨークへ移住し、質屋を開業した。質屋の運営はうまく行き、洋品雑貨店や問屋業も開始する。また、贅沢を慎み、不動産投資によって財産を増やし、質屋や問屋を統合し、1910年、マクダックス・デパートメントストアを開業する。
マクダックス・デパートメントストアには、スクルージ・マクダックにとって生まれて初めて体験するささやかな贅沢として、スクルージ印の金貨が埋め込まれた柱や、スクルージの肖像画が飾られている。
なお、質屋、問屋の建物、内装は当時のスタイルのまま保存されており、デパート部分の豪華さと対照的に質素である。
また、問屋部分には、甥ドナルドダックの質草もある。

スクルージの座右の銘　" Fortuna favet fortibus "（運命の女神は勇者に味方する）の文字は当初のグッズに見られた。

## 関連
- クリスマス・イン・ニューヨーク - 2002年のハーバーサイド・クリスマスで開催されたショー。マクダックス・デパートメントストアがスポンサーを務めたという設定になっており、ショー開始前後のアナウンスでもマクダックス・デパートメントストアの名が呼ばれる。また、ショー中もデパートの宣伝が足りないと子供向けのお菓子、ご婦人向けのファッションなどの宣伝に割り込んでくる（実際にショップで販売されている商品ではない）。

## 参考書籍
- ディズニーリゾート物語 Vol.15